# Anguison
Der Anguison ist ein Fluss in Frankreich, der im Département Nièvre in der Region Bourgogne-Franche-Comté verläuft. Er entspringt bei Ouroux-en-Morvan, entwässert in generell  nordwestlicher Richtung durch den Regionalen Naturpark Morvan, und mündet nach rund 31 Kilometern gegenüber von Marigny-sur-Yonne, jedoch im Gemeindegebiet von Chitry-les-Mines, als rechter Nebenfluss in die Yonne, die in diesem Bereich den Schifffahrtskanal Canal du Nivernais begleitet.

## Orte am Fluss
- Gâcogne
- Vauclaix
- Corbigny